# Boreček (Frýdlantská pahorkatina)
Boreček (268 m n. m.) je vrchol ve Frýdlantské pahorkatině na severu České republiky, v Libereckém kraji, ve Frýdlantském výběžku. Leží při česko-polské státní hranici. Jihozápadně se nachází obec Andělka, která je součástí Višňové. Jihovýchodně od Borečku leží Boleslav a východně pak Ves. Obě jsou součástí Černous. Severně je polské území a nejbližším sídlem je Kostrzyna ležící od vrcholu severozápadním směrem.
Geomorfologicky spadá vrchol do celku Frýdlantská pahorkatina a okrsku Raspenavská pahorkatina
Po severním úbočí protéká Javornický potok, který zde představuje státní hranici, jižně od vrcholu teče potok Boreček.